# ロイヤル・スコッツマン
ロイヤル・スコッツマンは、ベルモンド社（旧名：オリエント・エクスプレス・ホテルズ）によって運営されている豪華列車。
列車は、2台の食堂車、5台の寝台車、1台のクルー専用車、展望車が1台の9号車で構成されている。2台の食堂車は"ヴィクトリー"、"レイヴァン"と名づけられており、"ヴィクトリー"に12席、"レイヴァン"に16席が設けられている。
展望車はメトロ=キャメル社によって1960年に製造されたプルマン車の食堂車 "スナイプ"を改装したもので、1989年にGSWR (en:Great Southern and Western Railway ）が取得し、展望サロンに改装された。

## 車両データ
- 列車の長さ 742 フィート、機関車を除くと618 フィート

- 展望ラウンジ車 99965 プルマン車 E319 “スナイプ”
- 食堂車 99967 プルマン車 E317 “レイヴァン”
- 食堂車 2 99131 Ex LNER SC1999 “ヴィクトリー”
- 寝台車 No 1 99961 プルマン車 E324 “アンバー”
- 寝台車 No 2 99962 プルマン車 E329 “パール”
- 寝台車 No 3 99963 プルマン車 E331 “トパス”
- 寝台車 No 4 99964 プルマン車 E313 “フィンチ”
- 寝台車 No 5 99968 10541 (Mk III Sleeper) SLEP
- クルー専用車 99969 10556 (Mk III Sleeper) SLEP